# Xiao Yan
Xiao Yan (chinês: 肖燕, pinyin: Xiào Yàn; Guiyang, 06 de maio de 1997), também conhecido pelo pseudônimo Shane Xiao, é uma atriz chinesa.

## Carreira
Xiao Yan iniciou sua carreira como atriz em 2015, na série A Detective Housewife.
Em 2016, Xiao teve seu primeiro papel principal no filme para web Princess & Her 49 Servants.
Em 2017, Xiao ganhou reconhecimento por sua atuação no drama escolar juvenil Hot Blooded Goddess. Na sequência, ela estrelou o drama wuxia The Lost Swordship, onde cantou a música tema do drama intitulado "相望".
Em 2019, Xiao tornou-se conhecida pelo grande público após seus papéis como Qin Zhiyan no drama de xianxia As Lendas, e como serpente verde Xiao Qing na adaptação para web da lenda do conto popular A Lenda do Mestre Chinês. No mesmo ano, ela participou do drama de fantasia L.O.R.D. Critical World.
Em 2020, Xiao estrelou o drama de investigação de época Meu colega de quarto é um detetive ao lado de Hu Yitian e Zhang Yunlong, interpretando um repórter de jornal. No mesmo ano, ela estrelou o remake chinês do drama de época de Cingapura, The Little Nyonya, desempenhando dois papéis como protagonista e mãe da protagonista. Xiao também estrelou o drama de romance histórico, Marry Me, ao lado de Xing Zhaolin; e destaque no drama romance Love is Sweet.

## Filmografia

### Filme
| Ano  | Título                     | Papel     | Notas |
| ---- | -------------------------- | --------- | ----- |
| 2016 | Princess & Her 49 Servants | Su Chuang | [ 2 ] |

### Séries de Televisão
| Ano  | Título                             | Papel                | Notas                |
| ---- | ---------------------------------- | -------------------- | -------------------- |
| 2016 | A Detective Housewife              | Tian Qizi            | [ 1 ]                |
| 2016 | I'm Not A Monster                  | Dong Xiaolv          | [ 13 ] [ 14 ]        |
| 2016 | The Hunting Genius                 | Xiao Si              | Participação         |
| 2017 | Hot Blooded Goddess                | Tudou Mei            | [ 4 ]                |
| 2018 | The Lost Swordship                 | Tang Chun            | [ 5 ]                |
| 2019 | As Lendas                          | Qin Zhiyan           | [ 6 ] [ 17 ]         |
| 2019 | A Lenda do Mestre Chinês           | Xiao Qing            | [ 7 ]                |
| 2019 | L.O.R.D. Critical World            | YouHua               | [ 8 ] [ 18 ]         |
| 2020 | Meu colega de quarto é um detetive | Bai Youning          | [ 9 ] [ 19 ]         |
| 2020 | The Little Nyonya                  | Ju Xiang / Yue Niang | [ 10 ] [ 20 ]        |
| 2020 | Marry Me                           | Ju Lin'er            | [ 11 ]               |
| 2020 | Heroes in Harm's Way               |                      | [ 21 ] [ 22 ] [ 23 ] |
| 2020 | Love is Sweet                      | Xu Li                | [ 12 ] [ 24 ]        |
| 2021 | Por favor! 8 horas                 | Bai Wei              | [ 25 ]               |

## Discografia
| Ano  | Título | Álbum                  | Notas |
| ---- | ------ | ---------------------- | ----- |
| 2018 | 相望   | The Lost Swordship OST | [ 5 ] |

## Prêmios e Indicações
| Ano  | Prêmio                                                     | Category               | Indicação                           | Resultado | Ref.   |
| ---- | ---------------------------------------------------------- | ---------------------- | ----------------------------------- | --------- | ------ |
| 2019 | Golden Bud - Quarto Festival de Cinema e Televisão em Rede | Artista Revelação      | As Lendas, A Lenda do Mestre Chinês | Indicado  | [ 26 ] |
| 2019 | 8º Carnaval All-Star iQiyi                                 | Artista Mais Promissor | —                                   | Venceu    | [ 27 ] |

1. 1 2  «肖燕《半是蜜糖半是伤》圆满收官 少女气息满满灵动演技惹人爱» (em chinês). 5 de novembro de 2020
2. 1 2  «电影"公主和她的49个男仆"开机 演员肖燕主演». Netease (em chinês). 12 de abril de 2016
3. ↑  «肖燕新电影曝暖心预告片 动情演绎抓眼球». Netease (em chinês). 26 de outubro de 2016
4. 1 2  «新晋小花旦肖燕片约不断 《燃血女神》每天撒娇». Netease (em chinês). 25 de julho de 2016
5. 1 2 3  «《飘香剑雨》热播 肖燕演绎勇闯江湖"天才少女"». Netease (em chinês). 27 de fevereiro de 2018
6. 1 2  «《招摇》肖燕演绎四副面孔 电视剧《小娘惹》明杀青». ifeng (em chinês). 15 de fevereiro de 2019
7. 1 2  «肖燕《招摇》上线分饰两角 白天软萌夜晚霸道刁蛮». Netease (em chinês). 30 de janeiro de 2019
8. 1 2  «肖燕《爵迹临界天下》变"气泡女友"甜度爆表». Netease (em chinês). 31 de maio de 2019
9. 1 2  «《民国奇探》定档3月24日 胡一天张云龙肖燕上演另类轻喜探案剧». Xinhua (em chinês). 23 de março de 2020
10. 1 2  «新《小娘惹》马来西亚开拍 郭靖宇携新加坡顶级团队再现娘惹风情». Rednet (em chinês). 12 de outubro de 2018
11. 1 2  «Marry Me». IQIYI. Consultado em 1 de junho de 2021
12. 1 2  «《半是蜜糖半是伤》罗云熙白鹿开年告白"爱你爱你"». Netease (em chinês). 2 de janeiro de 2020
13. ↑  «敬业小花肖燕新剧上线 人美歌甜变身"小红帽"». Netease (em chinês). 8 de outubro de 2016
14. ↑  «I'm Not A Monster». IQIYI. Consultado em 1 de junho de 2021
15. ↑  «肖燕变身coser 加盟《寻人大师》». Rednet (em chinês). 23 de junho de 2017
16. ↑  «The Hunting Genius». IQIYI. Consultado em 1 de junho de 2021
17. ↑  «As Lendas». Viki. Consultado em 1 de junho de 2021
18. ↑  «L.O.R.D. Critical World». IQIYI. Consultado em 1 de junho de 2021
19. ↑  «Meu colega de quarto é um detetive». Viki. Consultado em 1 de junho de 2021
20. ↑  «The Little Nyonya». IQIYI. Consultado em 1 de junho de 2021
21. ↑  «首部抗疫题材电视系列剧《最美逆行者》即将开播». China News (em chinês). 14 de setembro de 2020
22. ↑  Wang, Vivian (20 de setembro de 2020). «A TV Drama on China's Fight With Covid-19 Draws Ire Over Its Depiction of Women» (em inglês). The New York Times. Consultado em 1 de junho de 2021
23. ↑  Allen, Kerry (24 de setembro de 2020). «Heroes in Harm's Way: Covid-19 show sparks sexism debate in China». BBC. Consultado em 1 de junho de 2021
24. ↑  «Love is Sweet». IQIYI. Consultado em 1 de junho de 2021
25. ↑  «《拜托了！8小时》甜蜜开机 佟梦实肖燕演绎超现实恋爱剧». Netease (em chinês). 11 de agosto de 2020
26. ↑  «金骨朵网络影视盛典提名揭晓 王一博肖战杨紫等入围». Ynet (em chinês). 25 de novembro de 2019
27. ↑  «2020爱奇艺尖叫之夜获奖名单一览». Bendibao (em chinês). 6 de dezembro de 2019